# Linepithema iniquum
Linepithema iniquum es una especie de hormiga del género Linepithema, subfamilia Dolichoderinae. Fue descrita científicamente por Mayr en 1870.
Se distribuye por Brasil, Colombia, Costa Rica, Dominica, Ecuador, El Salvador, Guayana Francesa, Granada, Guatemala, Guyana, Jamaica, Martinica, México, Panamá, Paraguay, Perú, Puerto Rico, San Vicente y las Granadinas, Surinam, Estados Unidos, Islas Vírgenes, Venezuela, Austria, Bélgica, Alemania, Irlanda y Reino Unido. Se ha encontrado a elevaciones de hasta 2170 metros. Vive en microhábitats como la hojarasca, nidos y ramas muertas.